# Rabaçal (Penela)
Rabaçal é uma povoação portuguesa do Município de Penela que foi sede da extinta Freguesia de Rabaçal, freguesia que tinha 8,79 km² de área e 291 habitantes (2011), e, por isso, uma densidade populacional de 33,1 hab/km².
A Freguesia de Rabaçal foi extinta (agregada) pela reorganização administrativa de 2012/2013, tendo o seu território sido agregado ao das Freguesias de São Miguel e Santa Eufémia para criar a União das Freguesias de São Miguel, Santa Eufémia e Rabaçal.
Rabaçal foi vila e sede de concelho até 1853. O antigo concelho integrava as freguesias de Zambujal, Degracias, Santiago da Guarda, Rabaçal e Atianha. Tinha, em 1801, 3 270 habitantes. Após as reformas administrativas do início do liberalismo, foram-lhe anexadas as freguesias de Pombalinho e Alvorge, tendo sido desanexada a freguesia de Santiago da Guarda. Tinha, em 1849, 5 172 habitantes.

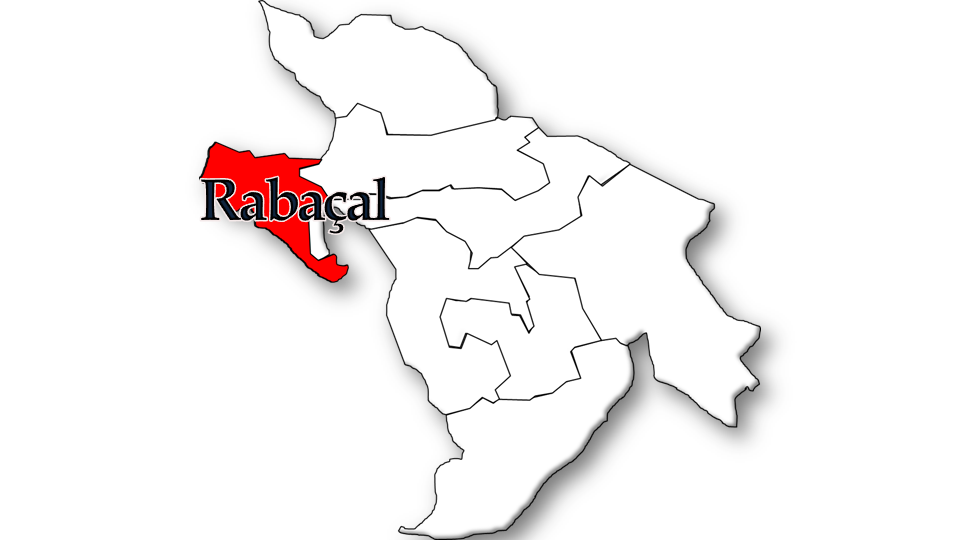
Localização no Município de Penela

## População

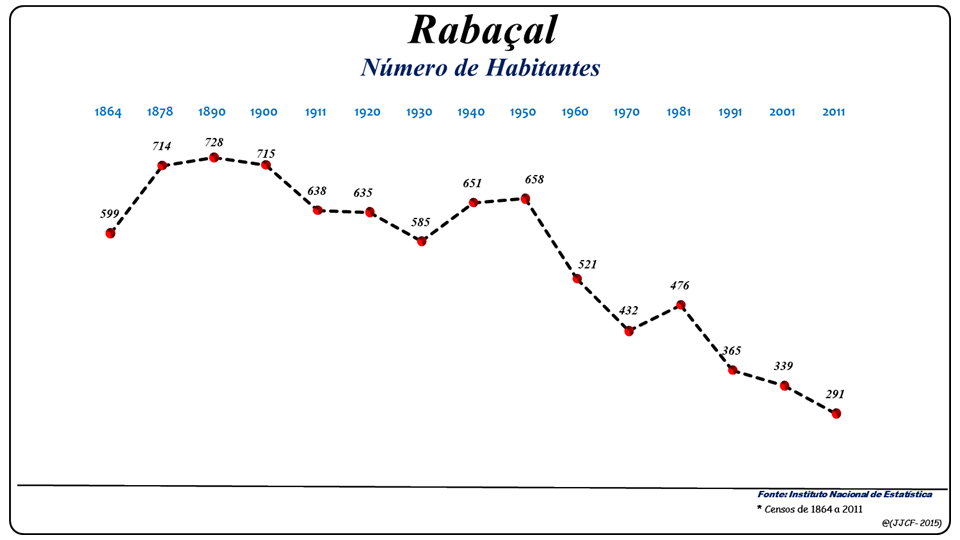
Evolução da População (1864 / 2011)

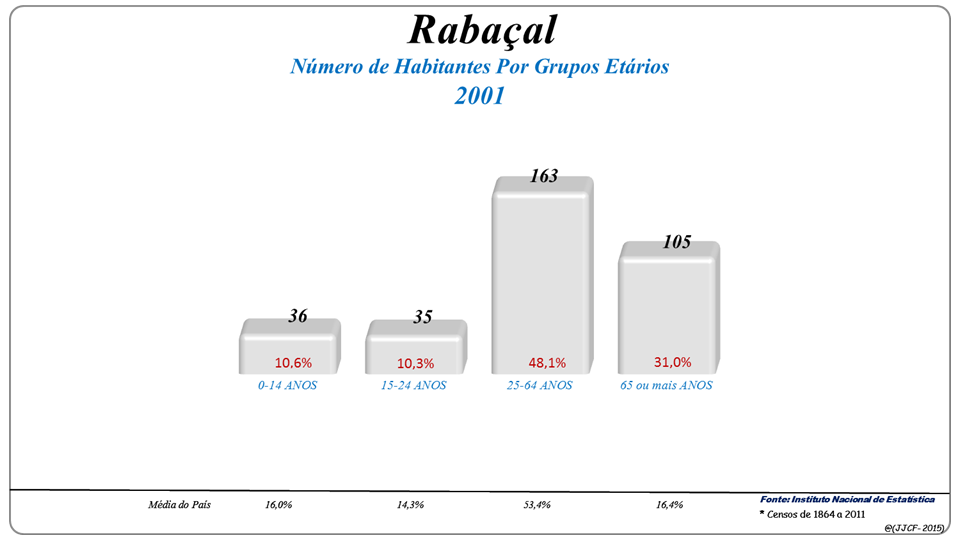
Grupos Etários (2001 e 2011)

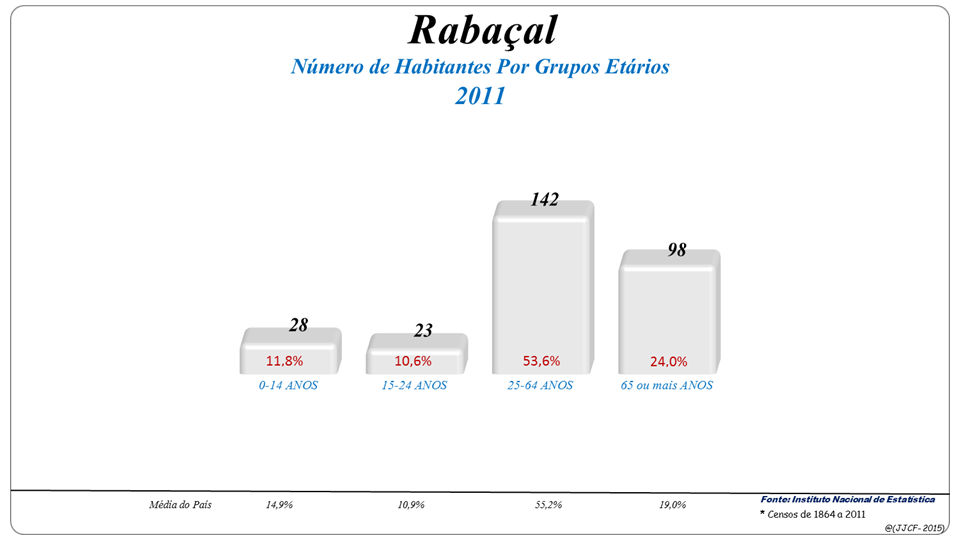
Grupos Etários (2001 e 2011)

| População da freguesia de Rabaçal | População da freguesia de Rabaçal | População da freguesia de Rabaçal | População da freguesia de Rabaçal | População da freguesia de Rabaçal | População da freguesia de Rabaçal | População da freguesia de Rabaçal | População da freguesia de Rabaçal | População da freguesia de Rabaçal | População da freguesia de Rabaçal | População da freguesia de Rabaçal | População da freguesia de Rabaçal | População da freguesia de Rabaçal | População da freguesia de Rabaçal | População da freguesia de Rabaçal |
| --------------------------------- | --------------------------------- | --------------------------------- | --------------------------------- | --------------------------------- | --------------------------------- | --------------------------------- | --------------------------------- | --------------------------------- | --------------------------------- | --------------------------------- | --------------------------------- | --------------------------------- | --------------------------------- | --------------------------------- |
| 1864                              | 1878                              | 1890                              | 1900                              | 1911                              | 1920                              | 1930                              | 1940                              | 1950                              | 1960                              | 1970                              | 1981                              | 1991                              | 2001                              | 2011                              |
| 599                               | 714                               | 728                               | 715                               | 638                               | 635                               | 585                               | 651                               | 658                               | 521                               | 432                               | 476                               | 365                               | 339                               | 291                               |

## Etimologia
A palavra "Rabaçal" deriva do nome rabaça, esta uma fitotoponímia que significa campo de plantas vivazes da família das umbelíferas (rabaça), usada por vezes como tempero e própria de terrenos com águas correntes.

## Queijo Rabaçal
Na gastronomia local, destaca-se o Queijo Rabaçal, que constitui uma denominação de origem protegida, de acordo com as normas da União Europeia.

## Património
- Villa romana do Rabaçal - inscrita no World Monuments Watch
- Castelo de Germanelo